# AMD-processzorfoglalatok listája
Ez a szócikk az AMD által gyártott processzorok foglalatairól szól.

## Asztali processzorok foglalatai
| Foglalatnév           | Processzorok                                                                      | Megjelenés | Megjegyzések |
| --------------------- | --------------------------------------------------------------------------------- | ---------- | --- |
| Super Socket 7        | AMD K6-2 és AMD K6-III                                                            | 1998       | Az AMD K6 processzorai még az Intel Socket 7 foglalatát használták                                                                         |
| Slot A                | AMD Athlon 500-1000 MHz                                                           | 1999       | Hasonló volt az Intel Slot 1 aljzatához.                                                                                                   |
| Socket A (Socket 462) | AMD Athlon; AMD Duron; AMD Athlon XP; AMD Athlon XP-M; AMD Athlon MP; AMD Sempron | 2000       | |
| Socket 754            | AMD Athlon 64; AMD Sempron; AMD Turion 64                                         | 2003       | |
| Socket 939            | AMD Athlon 64; AMD Athlon 64 FX; AMD Athlon 64 X2; AMD Opteron                    | 2004       | |
| Socket 940            | AMD Opteron; AMD Athlon 64 FX                                                     | 2003       | |
| Socket AM1            | AMD Athlon; AMD Sempron                                                           | 2014       | |
| Socket AM2            | AMD Athlon 64; AMD Athlon 64 X2                                                   | 2006       | |
| Socket AM2+           | AMD Athlon 64; AMD Athlon X2; AMD Phenom; AMD Phenom II                           | 2007       | |
| Socket AM3            | AMD Phenom II; AMD Athlon II; AMD Sempron; AMD Opteron (1300 series)              | 2009       | |
| Socket AM3+           | AMD FX Vishera; AMD FX Zambezi; AMD Phenom II; AMD Athlon II; AMD Sempron         | 2011       | |
| Socket FM1            | AMD Llano processzorok                                                            | 2011       | |
| Socket FM2            | AMD Trinity processzorok                                                          | 2012       | |
| Socket FM2+           | AMD Kaveri processzorok; AMD Godavari processzorok                                | 2012       | |
| Socket AM4            | AMD Ryzen 3; AMD Ryzen 5; AMD Ryzen 7; AMD Ryzen 9                                | 2017       | 2018-ban AMD PRO CARRIZO processzorok is bekerültek a SOCKET AM4-es tokozásba az üzleti szegmens kínálatába pl: HP és LENOVO üzleti gépek. |
| Socket TR4            | AMD Ryzen Threadripper                                                            | 2017       | |
| Socket AM5            | AMD Ryze 7; AMD Ryzen 9; Ryzen 7000 Series                                        | 2022       | |

## Mobil processzorok foglalatai
| Foglalatnév           | Processzorok | Megjelenés | Megjegyzések |
| --------------------- | --- | --- | --- |
| Socket A (Socket 462) | Mobile Athlon 4 (Palomino maggal) K6-III-P K6-2+ K6-III+ | 1999 2000 | |
| Socket 563            | AMD Athlon XP-M (Mobile Athlon XP; Thoroughbred és Barton magokkal) | 2002 | |
| Socket 754            | AMD Turion 64 (Lancaster) – MT-28, MT-30, MT-32, MT-34, MT-37, MT-40. – ML-28, ML-30, ML-32, ML-34, ML-37, ML-40, ML-42, ML-44. | 2005. március | |
| Socket S1             | AMD Turion 64 X2 (Richmond) – MK-36, MK-38. AMD Turion 64 X2 (Taylor & Trinidad) – TL-50, TL-52; – TL-56; – TL-60, TL-64. AMD Turion 64 X2 (Tyler) – TK-53, TK-55; TL-56, TK-57, TL-58, TL-60. – TL-62, TL-64, TL-66, TL-68. AMD Turion 64 X2 (Lion, S1g2) – RM-70, ZM-80. AMD Turion X2 Ultra (Griffin, S1g?2/3?) – RM-72, RM-74, ZM-82, ZM-84, ZM-85, ZM-86, ZM-87, ZM-88. AMD Turion 64 (Caspian, S1g3): – Sempron II: M100, M120 – Athlon II: M300/2x2GHz, M320/2x2.1GHz, M340 – Turion II: M500, M520/2x2.3GHz, M540 – Turion II Ultra: M600, M620/2x2,8GHz, M640, M660 AMD Turion II (Champlain, S1g4) – P520, P540, P560; – N530, N550. | 2005. Q2 (Richmond) 2006. Q2 (Taylor & Trinidad) 2007. Q2 (Tyler) 2008. június (Lion) 2008. június (Griffin) 2009. szeptember (Caspian) 2010. május–2010. október (Champlain) | Az eltérő S1-frissítések – S1g1, S1g2, S1g3, S1g4 – lábkiosztásai noha mechanikailag egyeznek, elektronikailag nem kompatibilisek egymással. |
| Socket FT1 (BGA413)   | Llano; Trinity; Richland; Kaveri; Carrizo; Bristol Ridge; Raven Ridge Desna, Ontario, Zacate, Kabini, Temash, Beema, Mullins, Carrizo-L, Stoney Ridge | 2011. január | |
| Socket FTP2           | | | |
| Socket FS1            | AMD Llano processzorok | 2011 | |
| Socket FT3            | | | |
| Socket FP3 (BGA769)   | AMD Kabini, Temash (FP3) AMD Beema, Mullins (FP3b) | | |

## Szerver processzorok foglalatai
| Foglalatnév | Processzorok                                                                 | Megjelenés | Megjegyzések                                       |
| ----------- | ---------------------------------------------------------------------------- | ---------- | -------------------------------------------------- |
| Socket A    |                                                                              | 1999       |                                                    |
| Socket 940  |                                                                              |            |                                                    |
| Socket F    | AMD Athlon 64 FX; AMD Opteron; (a Socket L-t csak az Athlon 64 FX támogatta) | 2006       |                                                    |
| Socket F+   |                                                                              |            |                                                    |
| Socket G3   |                                                                              |            |                                                    |
| Socket G34  | AMD Opteron (6000-es sorozat)                                                | 2010       |                                                    |
| Socket C32  | AMD Opteron (4000-es sorozat)                                                | 2010       |                                                    |
| Socket SP3  | AMD EPYC                                                                     | 2017       | Az EPYC-eket 2017-től szerelik Socket TR4-gyel is. |

## Fordítás
- Ez a szócikk részben vagy egészben  a   CPU socket című angol Wikipédia-szócikk ezen változatának fordításán alapul.  Az eredeti cikk szerkesztőit annak laptörténete sorolja fel. Ez a jelzés csupán a megfogalmazás eredetét és a szerzői jogokat jelzi, nem szolgál a cikkben szereplő információk forrásmegjelöléseként.